# Parachernes bougainvillensis
Parachernes bougainvillensis är en spindeldjursart som beskrevs av Beier 1965. Parachernes bougainvillensis ingår i släktet Parachernes och familjen blindklokrypare. Inga underarter finns listade i Catalogue of Life.